# 로런스 리터
로런스 스탠리 리터(Lawrence Stanley Ritter, 1922년 5월 23일 ~ 2004년 2월 15일)는 미국의 저술가로, 비즈니스와 스포츠 분야를 주로 다뤘다.